# Josef Janning
Josef Janning (* 2. Mai 1956 in Bocholt) ist ein deutscher Politologe.
Janning war 2013 Mercator Fellow des Alfred von Oppenheim-Zentrums bei der Deutschen Gesellschaft für Auswärtige Politik (DGAP) in Berlin.
2011 bis 2012 war er Director of Studies des Brüsseler Think Tanks European Policy Centre (EPC). Zwischen 2001 und 2010 leitete Janning als Senior Director den internationalen Bereich der Bertelsmann Stiftung; zuvor war er stellvertretender Direktor des Centrums für angewandte Politikforschung (CAP) der LMU München. Frühere Stationen umfassen Tätigkeiten in Forschung und Lehre an den Universitäten Mainz und Bonn, Gastprofessuren an der Hebräischen Universität Jerusalem und der Chinesischen Volksuniversität in Peking.
Josef Janning hat Politikwissenschaft, Internationale Beziehungen, Geschichtswissenschaft und Germanistik an den Universitäten Bonn und Köln studiert. Er besitzt einen B.A. in Political Science and International Relations des Elmira Colleges (Elmira, New York), sowie einen M.A.-Abschluss der Universität Bonn.